# Sivorgfjella
Sivorgfjella är en bergskedja i Antarktis. Det ligger i Östantarktis. Norge gör anspråk på området. Den högsta punkten i fjellkedjan är Paalnibba, 2 711 meter över havet. Forskningsstationen Svea ligger i Sivorgfjella. 